# Књига пророка Авакума
Књига пророка Авакума (хебр. חֲבַקּוּק, Standard Ḥavaqquq Tiberian Ḥăḇaqqûq) је једна од књига хебрејског Танаха, односно хришћанског Старог завета.
О Авакуму се мало зна, а са сигурношћу се не може одредити ни време његовог деловања а ни време настанка књиге. Пророк говори о неправди која је завладала Јудејом. Следи пророштво о долску Вавилонаца што ће бити Божија казна за одступништво. Пошто су Вавилонци дошли и завели страховладу, пророк се јада због тужног стања народа, а Бог преко њега обећава да ће избављење доћи. Трећа глава представља у ствари Авакумов псалам који је кориштен у богослужењу Храма и чија је главна тема коначна победа Јахвеа.